# Onthophagus auriculatus
Onthophagus auriculatus är en skalbaggsart som beskrevs av Johann Christoph Friedrich Klug 1855. Onthophagus auriculatus ingår i släktet Onthophagus och familjen bladhorningar. Inga underarter finns listade i Catalogue of Life.